# Slag bij Hatcher's Run
De Slag bij Hatcher's Run vond plaats tussen 5 februari – 7 februari 1865 in Dinwiddie County, Virginia tijdens de Amerikaanse Burgeroorlog. Deze slag is ook gekend als de Slag bij Dabney's Mill, Armstrong's Mill of Rowanty Creek. Het was een nieuwe Noordelijke poging om de belangrijkste toevoerlijnen voor de Zuidelijken bij Petersburg te vernietigen, namelijk de Boydton Plank Road en de Weldon Spoorweg.

## Achtergrond
Het plan bestond eruit om de Noordelijke cavalerie naar de Boydton Plank Road te sturen om zoveel mogelijk Zuidelijke karren te vernietigen die voorraden vervoerden voor de Zuidelijken. Ondertussen zouden de het V Corps en II Corps ondersteuning bieden door de Zuidelijken bezig te houden die verderop in noordelijke en oostelijke richting lagen.

## De slag
Op 5 februari vertrok de Greggs oude cavaleriedivisie in westelijke richting naar Dinwiddie Court House en de Boydton Plank Road tot op ongeveer 3 km ten zuiden van Ream’s Station. Het V Corps van generaal-majoor Gouverneur K. Warren marcheerde naar een punt op ongeveer 1,6 km ten noorden van Ream’s Station. Daarna staken ze Rowanty Creek over via de Monk’s Neck Bridge en namen ze stellingen in op de Vaughan Raod tussen Gravelly and Little Cattail Runs om Greggs rechterflank te dekken. Twee divisies van generaal-majoor Andrew A. Humphreys II Corps marcheerden langs de Halifax Road en Vaughan Road naar Hatcher’s Run en draaiden dan naar Armstrong’s Mill om Warrens rechterflank te beveiligen. In de late namiddag probeerde de Zuidelijke generaal-majoor John B. Gordon om vanuit noordelijke richting de flank te keren van het II Corps. Deze aanval werd afgeslagen. In de loop van de nacht werd het II Corps versterkt met het V Corps en Greggs cavalerie. De cavalerie was teruggekeerd naar de infanterie omdat het bitter weinig vijandelijke karren had gevonden, laat staan vernietigen. Zo werd de Noordelijke linie uitgebreid tot ten zuiden van Hatcher’s Run.
Op 6 februari werd de stellingen van het V Corps aangevallen door eenheden van de Zuidelijke brigadegeneraal John Pegrams divisie. Ook deze aanval draaide op niets uit. De Noordelijken voerden een tegenaanval uit maar deze werd gestopt door brigadegeneraal Clement A. Evans. Later die dag vielen eenheden van Pegrams en generaal-majoor William Mahone divisie het Noordelijke centrum aan bij Dabney’s Mill ten zuiden van Hatcher’s Run. De Noordelijke slaglinie stortte in. Toch slaagden de Noordelijken erin om hun linies te her formeren ten noorden van de molen. Pegram sneuvelde tijdens de gevechten.
Op 7 februari voerde Warren een aanval uit die de Zuidelijken verdreef. Hierbij heroverde hij de stellingen bij Dabney’s Mill die verloren waren gegaan de vorige dag.

## Gevolgen
Hoewel de Noordelijke opmars was gestopt, slaagden ze erin om hun linies verder uit te breiden naar het punt waar de Vaughan Road Hatcher’s run kruist. De Zuidelijken hadden nog steeds de Boydton Plank Road in handen.